# Třída Owasco
Třída Owasco byla třída kutrů Pobřežní stráže Spojených států amerických z období druhé světové války. Celkem bylo postaveno třináct jednotek této třídy. Ve službě byly od roku 1945. Většina jich byla prodána do šrotu v roce 1974.

## Stavba
Tato třída představovala menší a levnější alternativu ke kutrům třídě Treasury. Nejprve byla objednána stavba tří jednotek třídy Owasco. Tato plavidla původně patřila ke třídě Treasury, ale kvůli vysoké ceně byla upřenostněna levnější varianta. Roku 1941 bylo objednáno dalších deset plavidel, které nahradily kutry třídy Banff zapůjčené britskému královskému námořnictvu zákona o půjčce a pronájmu. Stavbu zajistila americká loděnice Western Pipe & Steel v San Francisku a Coast Guard Yard v Baltimore. Všech třináct plavidel bylo rozestavěno roku 1943. Na vodu byly spuštěny v letech 1944–1945 a do služby vstoupily v letech 1945–1946.
Jednotky třídy Owasco:
| Jméno                                                        | Loděnice             | Založení kýlu | Spuštění na vodu | Vstup do služby | Status                                      |
| ------------------------------------------------------------ | -------------------- | ------------- | ---------------- | --------------- | ------------------------------------------- |
| USCG Owasco (WPG-39)                                         | Western Pipe & Steel | listopad 1943 | 18. června 1944  | květen 1945     | Od roku 1966 WHEC-39. Prodán do šrotu 1974. |
| USCG Winnebago (WPG-40)                                      | Western Pipe & Steel | prosinec 1943 | 2. července 1944 | červen 1945     | Od roku 1966 WHEC-40. Prodán do šrotu 1974. |
| USCG Chautauqua (WPG-41)                                     | Western Pipe & Steel | prosinec 1943 | 14. května 1944  | srpen 1945      | Od roku 1966 WHEC-41. Prodán do šrotu 1976. |
| USCG Sebago (WPG-42, ex Wachusett)                           | Western Pipe & Steel | červen 1943   | 28. května 1944  | září 1945       | Od roku 1966 WHEC-42. Prodán do šrotu 1974. |
| USCG Iroquois (WPG-43)                                       | Western Pipe & Steel | 1943          | 1944             | únor 1946       | Prodán do šrotu 1965.                       |
| USCG Wachusett (WPG-44, ex Wachusett)                        | Western Pipe & Steel | 1943          | 1944             | březen 1946     | Od roku 1966 WHEC-44. Prodán do šrotu 1974. |
| USCG Escanaba (WPG-64, ex Otsego)                            | Western Pipe & Steel | 1943          | 1945             | březen 1946     | Od roku 1966 WHEC-64. Prodán do šrotu 1974. |
| USCG Winona (WPG-65)                                         | Western Pipe & Steel | 1943          | 1945             | duben 1946      | Od roku 1966 WHEC-65. Prodán do šrotu 1976. |
| USCG Klamath (WPG-66)                                        | Western Pipe & Steel | 1943          | 1945             | červen 1946     | Od roku 1966 WHEC-66. Prodán do šrotu 1974. |
| USCG Minnetonka (WPG-67)                                     | Western Pipe & Steel | 1943          | 1945             | červenec 1946   | Od roku 1966 WHEC-67. Prodán do šrotu 1976. |
| USCG Androscoggin (WPG-68)                                   | Western Pipe & Steel | 1943          | 1945             | září 1946       | Od roku 1966 WHEC-68. Prodán do šrotu 1974. |
| USCG Mendota (WPG-69)                                        | Coast Guard Yard     | 1943          | 1945             | červen 1945     | Od roku 1966 WHEC-69. Prodán do šrotu 1974. |
| USCG Pontchartrain (WPG-70, ex Pontchartrain (ex Okeechobee) | Coast Guard Yard     | 1943          | 1945             | červenec 1945   | Od roku 1966 WHEC-70. Prodán do šrotu 1974. |

## Konstrukce

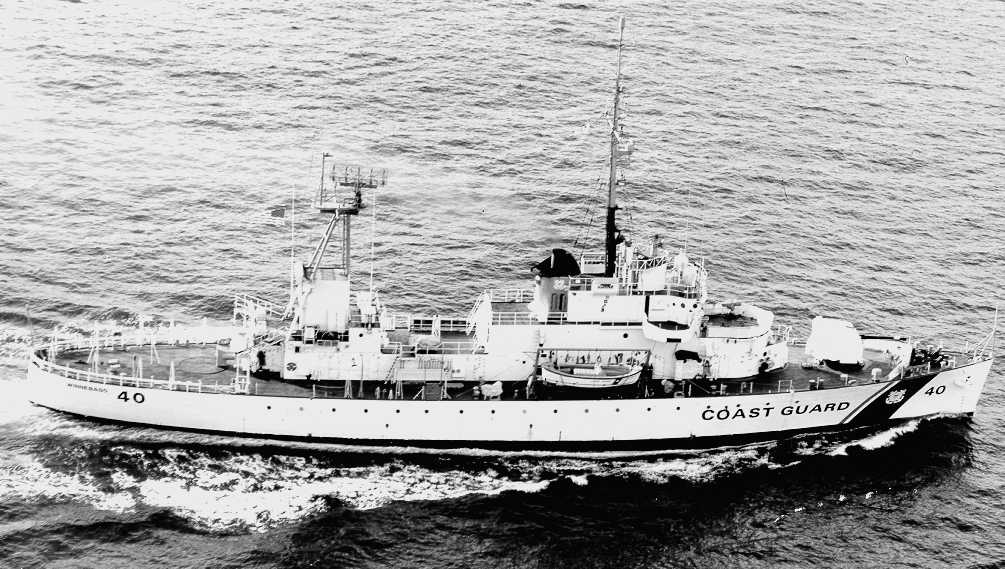
Kutr USCG Winnebago (WHEC-40) v roce 1970

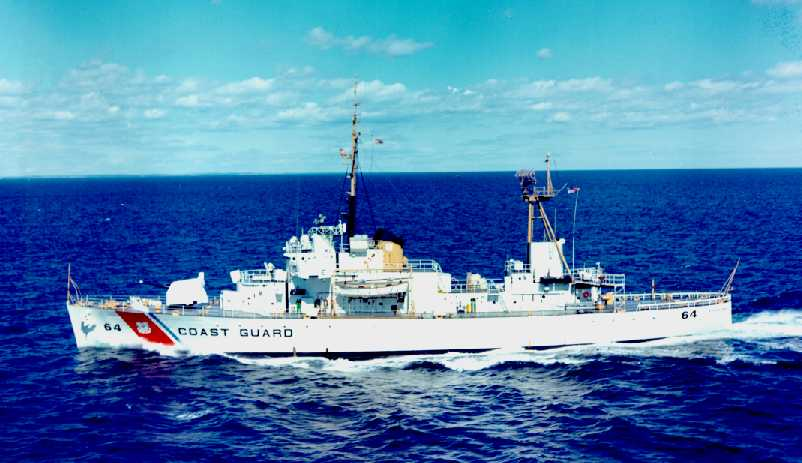
Kutr USCGC Escanaba (WHEC-64)

Kutry byly postaveny se silnou výzbrojí, umožňující jejich nasazení při eskortě konvojů. Čtyři dvouúčelové 127mm kanóny ve dvoudělových věžích na přídi a na zádi doplňovaly dva čtyřhlavňové 40mm kanóny, čtyři 20mm kanóny, jeden salvový vrhač hlubinných pum Hedgehog, šest vrhačů a dva spouštěče hlubinných pum. Pohonný systém o výkonu 4000 hp tvořily dva kotle Foster Wheeler, jeden elektromotor a jedna turbína Westinghouse, pohánějící jeden lodní šroub. Nejvyšší rychlost dosahovala devatenáct uzlů. Dosah byl 12 200 námořních mil při rychlosti dvanáct uzlů.

### Modifikace
Roku 1966 většina plavidel nesla radary SPS-23, SPS-29, Mk.26 a Mk.27 a sonar SQS-1. Výzbroj se omezila na jeden 127mm kanón ve věži na přídi, doplněný u některých plavidel o dva trojhlavňové 324mm torpédomety.